# Отто Верніке
О́тто Ве́рніке (нім. Otto Wernicke, повне ім'я — О́тто Карл Ро́берт Ве́рніке (нім. Otto Karl Robert Wernicke); нар. 30 вересня 1893, Остероде-ам-Гарц, Нижня Саксонія, Німецька імперія — пом. 7 листопада 1965, Мюнхен, Баварія, ФРН) — німецький кіноактор, актор озвучування

## Життєпис
Отто Верніке народився 30 вересня 1893 року в нижньосаксонському місті Остероде-ам-Гарц. Син директора броварні, брав уроки акторської майстерності у книготорговця, після чого у 1910—1914 роках виступав у Ерфурті та Айзенаху. Після участі у Першій світовій війні працював у міському театрі в Бонні, з 1921 по 1937 рік грав на сцені Державного театру в Мюнхені. У 1934—1941 роках Верніке виступав також в Німецькому театрі і з 1941 по 1944 рік під керівництвом Густава Ґрюндґенса в Державному театрі Берліна. З 1945 року був актором в Баварського Державного театру в Мюнхені.
У кіно Отто Верніке дебютував у середині 1920-х років. Найбільшого акторського успіху досяг роллю інспектора Карла Ломана у знаменитому класичному трилері Фріца Ланга «М» (1931) та у його ж фільмі 1933 року «Заповіт доктора Мабузе». У цих стрічках Вернеке вперше створив образ прагматично-раціонального комісара.
Отто Верніке був одружений з єврейкою, тож зміг працювати в нацистській Німеччині лише за наявності спеціального дозволу Імперської палати культури та завдяки значному пожертвуванню в нацистську партію. У 1939 році він отримав повне членство в Імперській театральній палаті (нім. Reichstheaterkammer). На завершальній стадії Другої світової війни Йозеф Геббельс у серпні 1944 року вніс Верніке до Списку талановитих від Бога (нім. Gottbegnadeten-Liste), потрібних йому для участі в пропагандистських фільмах, що означало звільнення актора від участі у бойових діях, навіть для робіт на внутрішньому трудовому фронті (нім. Heimatfront).
Після війни Отто Верніке продовжував працювати актором в театрі і кіно. У 1950 році він також виступив як режисер фільму «Хто їздив на сірому Форді?», в якому також зіграв роль слідчого комісара.
У квітні 1951 року Отто Верніке був важко травмований під час аварії на сцені. В результаті паралічу і втрати здатності говорити, актор не міг у повній мірі здійснювати свою професійну діяльність. Лише у 1955 році Верніке повернувся до роботи, граючи невеликі ролі в кіно та беручи участь у радіопостановках. Він також працював як запрошений лектор в театральній школі Otto-Falckenberg-Schule в Мюнхені.
Отто Верніке працював також актором озвучування. Він дублював німецькою мовою Френка Моргана (у фільмі «Крамничка за рогом», 1940), Реймонда Мессі («Одержима», 1947), Лайонела Беррімора («На кораблях по морю», 1949) та ін.
Донька Отто Верніке Аннемарі також була акторкою.
Отто Верніке помер 7 листопада 1965 в Мюнхені. Був похований на Північному кладовищі міста на ділянці, яка сьогодні спустошена.

## Фільмографія (вибіркова)
| Рік  |   | Українська назва                         | Оригінальна назва                              | Роль                                                                 |
| ---- | - | ---------------------------------------- | ---------------------------------------------- | -------------------------------------------------------------------- |
| 1923 | ф | Там, де люди можуть знайти мир           | Wo Menschen Frieden finden                     |                                                                      |
| 1924 | ф | Східні пристрасті                        | Mädchen, die man nicht heiratet                |                                                                      |
| 1925 | ф | Парфуми місіс Воррінгтон                 | Das Parfüm der Mrs. Worrington                 | Філіп Воррінгтон                                                     |
| 1931 | ф | М                                        | M                                              | інспектор Карл Ломан                                                 |
| 1932 | ф | Бурі пристрасті                          | Stürme der Leidenschaft                        | комісар поліцїї                                                      |
| 1932 | ф | Гола істина                              | Die nackte Wahrheit                            |                                                                      |
| 1932 | ф | Петер Фосс, який вкрав мільйони          | Peter Voss, der Millionendieb                  | Пітт                                                                 |
| 1932 | ф | Ніч спокуси                              | Nacht der Versuchung                           |                                                                      |
| 1932 | ф | Продана наречена                         | Die verkaufte Braut                            | шлюбний брокер                                                       |
| 1933 | ф | Блондинка Крістль                        | Die blonde Christl                             | Франц Лехнер                                                         |
| 1933 | ф | Заповіт доктора Мабузе                   | Das Testament des Dr. Mabuse                   | комісар кримінальної поліції Ломан / спеціальний уповноважений Ломан |
| 1933 | ф | Штурмовик Бранд                          | S.A.-Mann Brand                                | гер Брандт                                                           |
| 1933 | ф | Тунель                                   | Der Tunnel                                     | Барманн                                                              |
| 1934 | ф | Біженець з Чикаго                        | Der Flüchtling aus Chicago                     | Вольке, бізнесмен                                                    |
| 1934 | ф | Увага! Хто знає цю жінку?                | Achtung! Wer kennt diese Frau?                 | Томас Бургер                                                         |
| 1934 | ф | Обміняна наречена                        | Die vertauschte Braut                          | директор в'язниці                                                    |
| 1934 | ф | Пан світу                                | Der Herr der Welt                              | Вольтер, головний інженер                                            |
| 1934 | ф | Улюблена дурна мама                      | Liebe dumme Mama                               | інспектор Бенеке                                                     |
| 1934 | ф | Між небом і землею                       | Zwischen Himmel und Erde                       | Мотц, власник сланцевого кар'єру                                     |
| 1934 | ф | Пер Гюнт                                 | Peer Gynt                                      | Паркер                                                               |
| 1935 | ф | Нокаут — Молода дівчина, молодий хлопець | Knockout — Ein junges Mädchen, ein junger Mann | П. Ф. Шмідхен                                                        |
| 1935 | ф | Справжній хлопець                        | Ein ganzer Kerl                                | Екхардт, колисковий майстер                                          |
| 1935 | ф | Мужній мореплавець                       | Der mutige Seefahrer                           | булочник Голм                                                        |
| 1935 | ф | Кат, жінки і солдати                     | Henker, Frauen und Soldaten                    | Пітер Тімм                                                           |
| 1936 | ф | Віндзорські вдови                        | Die lustigen Weiber                            | гер Флут / Франк Форд                                                |
| 1936 | ф | Дорожня музика                           | Straßenmusik                                   | Ґодеманн, власник готелю                                             |
| 1936 | ф | Замок у Фландрії                         | Das Schloß in Flandern                         | Бонне, агент                                                         |
| 1937 | ф | Як заєць біжить                          | Wie der Hase läuft                             | Варнеке, мер Пумпельгаузена                                          |
| 1937 | ф | Ностальгія                               | Heimweh                                        | Стобер, пастор                                                       |
| 1937 | ф | Манеж                                    | Manege                                         | Жан Морель                                                           |
| 1937 | ф | Сильні серця                             | Starke Herzen                                  | Людвіг                                                               |
| 1938 | ф | Велика пригода                           | Das große Abenteuer                            | Kriminalrat                                                          |
| 1938 | ф | Котяча стежина                           | Der Katzensteg                                 | власник готелю Меркель                                               |
| 1938 | ф | Як колись у травні                       | Wie einst im Mai                               | Шрадеке, Штельмахер                                                  |
| 1938 | ф | Жінка приходить в тропіки                | Eine Frau kommt in die Tropen                  | адміністратор Міллер                                                 |
| 1938 | ф | Таємний номер LB 17                      | Geheimzeichen LB 17                            | комісар поліції Борель                                               |
| 1938 | ф | Північне сяйво                           | Nordlicht                                      | комерсант Гансен                                                     |
| 1938 | ф | Любовні листи від Енгадіни               | Liebesbriefe aus dem Engadin                   | Томас Вієртінгер, власник готелю                                     |
| 1938 | ф | Тринадцять чоловіків і гармата           | Dreizehn Mann und eine Kanone                  |                                                                      |
| 1939 | ф | Ніч Сильвестра на Александерплац         | Silvesternacht am Alexanderplatz               | гість «Еліти»                                                        |
| 1939 | ф | Д III 38                                 | D III 38                                       | головний майстер Боніке                                              |
| 1939 | ф | Родовідне дерево доктора Пісторіуса      | Der Stammbaum des Dr. Pistorius                | Франц                                                                |
| 1939 | ф | Помилка дипломата                        | Maria Ilona                                    | принц Віндішгрец                                                     |
| 1941 | ф | Дядько Крюгер                            | Ohm Krüger                                     | комендант концентраційного табору                                    |
| 1941 | ф | Повернення додому                        | Heimkehr                                       | старий Манц                                                          |
| 1941 | ф | Кельнерка Анна                           | Die Kellnerin Anna                             | Людвіг Бургсталлер                                                   |
| 1942 | ф | Його син                                 | Sein Sohn                                      | Брюгг, керуючий директор Гельмера                                    |
| 1942 | ф | Великий Король                           | Der große König                                | оберст Рошоу                                                         |
| 1943 | ф | Титанік                                  | Titanic                                        | капітан Едвард Д. Сміт                                               |
| 1945 | ф | Кольберг                                 | Kolberg                                        | селянин Вернер                                                       |
| 1947 | ф | Між учора і завтра                       | Zwischen gestern und morgen                    | секретар Трунк                                                       |
| 1948 | ф | Пан з іншої планети                      | Der Herr vom andern Stern                      | генерал                                                              |
| 1948 | ф | Довгий шлях                              | Lang ist der Weg                               | старший лікар                                                        |
| 1949 | ф | Друг                                     | Amico                                          | Роберт Корнагель, кондитер                                           |
| 1949 | ф | Ти не один                               | Du bist nicht allein                           | Мартін Юргенс                                                        |
| 1950 | ф | Вигнаний дияволом                        | Vom Teufel gejagt                              | гер Дакар                                                            |
| 1950 | ф | Хто їздив на сірому Форді                | Wer fuhr den grauen Ford?                      | слідчий комісар                                                      |
| 1951 | ф | Тінь над Неаполем                        | Schatten über Neapel                           | П'єтро                                                               |
| 1955 | ф | Небо без зірок                           | Himmel ohne Sterne                             | інспектор Гоффман                                                    |
| 1956 | ф | Сила мундиру                             | Der Hauptmann von Köpenick                     | швацький майстер                                                     |
| 1956 | ф | Недільне дитя                            | Das Sonntagskind                               | Вілловіц                                                             |